# Irina Krush
Irina Krush (24 de dezembro de 1983) é uma jogadora profissional de xadrez americana que detém o título de Grande Mestre, ela foi campeã do Campeonato americano feminino de xadrez por 8 vezes. Nascida em Odessa, União Soviética (hoje na Ucrânia), ela é conhecida pela sua série de vídeos de xadrez ("Krushing Attacks”).
Krush aprendeu a jogar xadrez com 5 anos e emigrou, com seus pais, no mesmo ano (1989) para o Brooklyn. Com 14 anos, ela venceu o seu primeiro campeonato americano feminino de xadrez e se tornou a mais jovem campeã do torneio até então.  Ela ganhou o campeonato em outras sete ocasiões, em 2007,  2010,  2012, 2013, 2014, 2015 e 2020.  
Krush ganhou fama durante a partida Kasparov contra o Mundo em 1999, quando ela sugeriu uma novidade teórica no décimo lance da partida. Após a partida, Garry Kasparov disse que foi a partir daquele lance que ele perdeu o controle do jogo.
Krush jogou no Grupo C do Corus Chess Tournament de 2008, um torneio round-robin de 14 jogadores realizado em Wijk aan Zee, na Holanda. Ela terminou na quinta colocação conjunta com 7/13 pontos após cinco vitórias (incluindo contra o eventual vencedor, Fabiano Caruana), quatro empates e quatro derrotas.
Em 2013, ela recebeu o título de Grande Mestre devido aos seus resultados no Torneio Internacional GM da NYC Mayor's Cup em 2001, no Campeonato Mundial Feminino de Xadrez por Equipes de 2013 e no Baku Open 2013. 

## Jogos de Destaque
Irina Krush (2449) vs Vladimir Akopian (2700) Nimzo-Indian Defense: Normal. Bronstein (Byrne) Variation
Irina Krush vs Hikaru Nakamura King's Indian Defense: Orthodox Variation. Glek Defense